# めさめよわがたま
めさめよ、わがたま あさ日にともない（英語：Awake,my soul, and with the sun 曲名:Melcombe）はイギリスの賛美歌の中で最も古い朝の歌。イギリスの四大賛美歌の一つである。
原作者は17世紀のイギリスの詩人トマス・ケン司教である。この曲はケンがウィンチェスター・カレッジの特別校友をしていた時、そこの学生の宗教教育のために作ったものが、後に礼拝に用いられるようになった。原作は14節ある。
曲は、サミュエル・ウェブが1782年に発表した賛美歌集の中に、作曲者不詳で含まれている。1791年に、出版された賛美歌集に、ウェブの作で、Melcombeという題名で登場した。その後、英米に普及して広く愛唱されるようになった。

## 所収
- 讃美歌22番